# Кинжал (пьеса)
«Кинжал» (др.-греч. Ἐγχειρίδιον) — комедия древнегреческого драматурга Менандра (IV—III века до н. э.), текст которой почти полностью утрачен. Время написания и постановки пьесы неизвестно.
Сцена из четвёртого действия пьесы изображена на митиленской мозаике. В ней участвуют три персонажа, названных по имени, — Стратон, Кердон и Дерсипп, причём Стратон и Дерсипп держат в руках кинжалы. По-видимому, один из кинжалов играл роль опознавательного знака. Обрывок текста с именами Кердона и Стратона был найден на папирусе II века н. э.; предположительно это фрагмент текста «Кинжала». Его недостаточно для того, чтобы получить надёжные данные о сюжете пьесы.